# Geografski časopisi
Geografski časopisi pokrivaju raznolike predmete povezane s geografijom, uključujući fizičku geografiju i antropogeografiju. Većina geografskih časopisa imaju odsjeke posvećene kartografiji, a mnogi su poznati po svojim veličanstvenim fotografijama.

## Izabrani domaći geografski časopisi:
Znanstveni
- Hrvatski geografski glasnik
- Geoadria

Stručni
- Geografski horizont

Popularni
- Meridijani (bivši Hrvatski zemljopis)
- Geo
- Drvo Znanja

## Izabrani strani geografski časopisi:
- Africa Geographic
- Australian Geographic
- Canadian Geographic
- Geographical Magazine (UK)
- Icelandic Geographic
- National Geographic
- New Zealand Geographic

## Vanjske poveznice
- Meridijani
- Geo
- Africa Geographic  Arhivirana inačica izvorne stranice od 27. listopada 2005. (Wayback Machine)
- Australian Geographic
- Canadian Geographic  Arhivirana inačica izvorne stranice od 19. listopada 2009. (Wayback Machine)
- Geographical Magazine
- Icelandic Geographic  Arhivirana inačica izvorne stranice od 20. studenoga 2005. (Wayback Machine)
- National Geographic
- New Zealand Geographic